# St. Johannes der Täufer (Spelle)

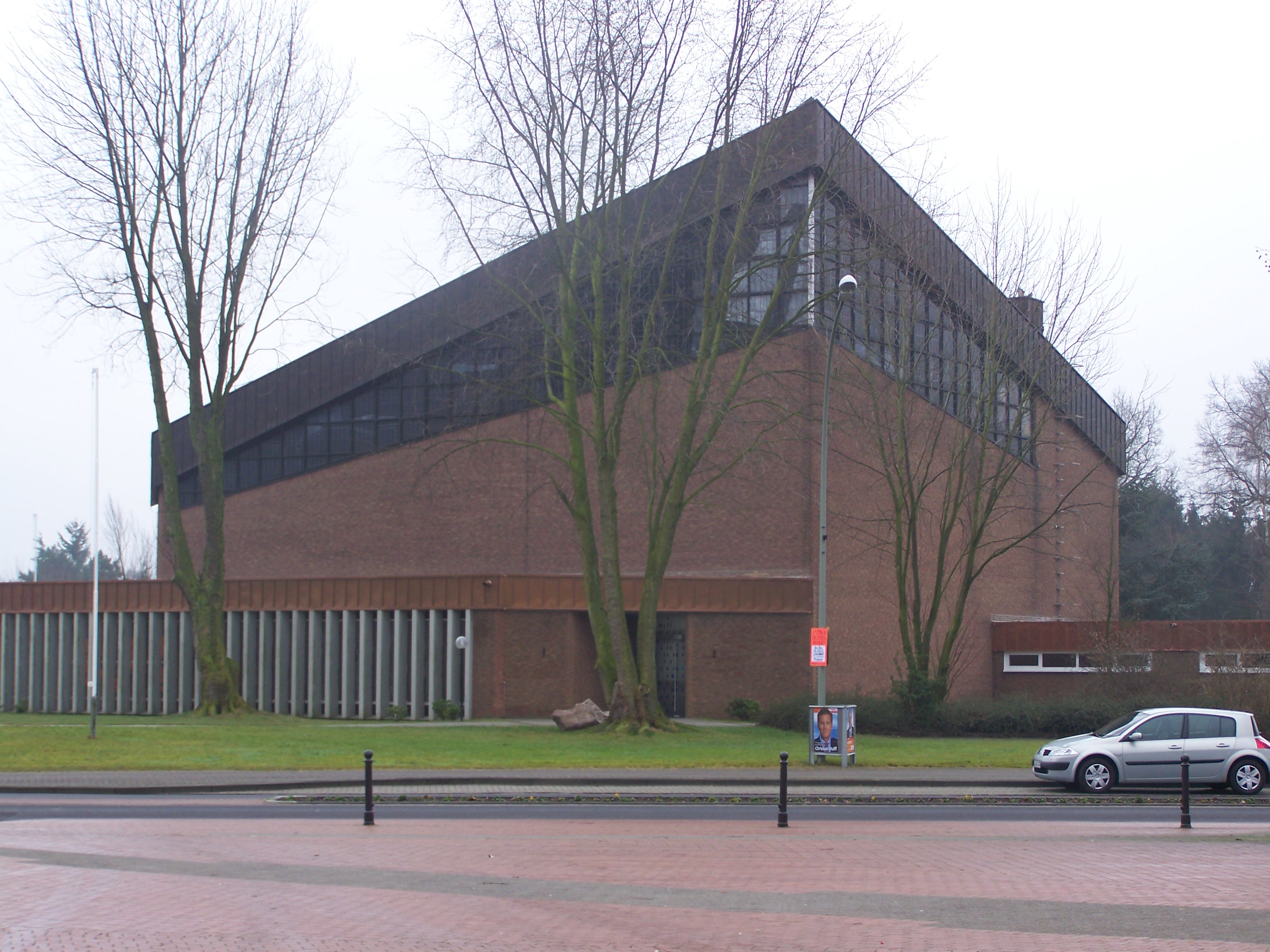
St. Johannes der Täufer, Spelle

St. Johannes der Täufer ist die römisch-katholische Kirche in Spelle, Landkreis Emsland in Niedersachsen. Sie gehört zum Bistum Osnabrück im Dekanat Emsland Süd und ist Teil der Pfarreiengemeinschaft Spelle mit den Kirchen St. Johannes der Täufer – Lünne, St. Vitus – Schapen, St. Ludgerus – Spelle-Venhaus, St. Vitus.

## Geschichte und Ausstattung
Nachdem sich die Vorgängerkirche als zu klein erwies, wurde die jetzige Kirche 1970 geweiht.  
Die Kirche hat einen zentralisierenden Grundriss in Rautenform. Zwei gekürzte Ecken bilden den Eingangsbereich und den Altarraum. Die strahlenförmig zulaufenden Sitzreihen unterstützen die gemeinschaftlich rund um den Altar versammelte Gottesdienstgemeinde. Der Tabernakel ist abseits des Altares in einer Stele untergebracht.
Die große Kirche hat etwa 700 Sitzplätze.
Hinter dem Aufgang zur Orgelempore wurde eine Marienkapelle geschaffen. Zwei Fensterbilder aus dem Jahr 2007 zeigen auf der linken Seite Papst Johannes Paul II. und auf der rechten Seite die vier Lübecker Märtyrer Hermann Lange, Johannes Prassek, Eduard Müller und Karl Friedrich Stellbrink.
2020 wurde das Gotteshaus restauriert. Seitdem steht der Taufbrunnen am Mittelgang des Haupteingangs.

### Orgel
Die sich im Rückraum der Kirche befindende Orgel mit 31 Registern wurde von Matthias Kreienbrink aus Osnabrück erbaut. Das Schleifladen-Instrument hat mechanische Spiel- und Registertrakturen.
| I Hauptwerk C–g3 |             |        |
| 1.               | Gedackt     | 16′    |
| 2.               | Prinzipal   | 08′    |
| 3.               | Spitzflöte  | 08′    |
| 4.               | Oktave      | 04′    |
| 5.               | Rohrflöte   | 04′    |
| 6.               | Quinte 0    | 02 ⁄3′ |
| 7.               | Oktave      | 02′    |
| 8.               | Mixtur IV 0 | 01 ⁄3′ |
| 9.               | Zimbel II   | 02⁄3′  |
| 10.              | Trompete    | 16′    |
| 11.              | Trompete    | 08′    |
|                  | Tremulant   |        |

| II Schwellwerk C–g3 |                       |         |
| 12.                 | Geigenprinzipal       | 08′     |
| 13.                 | Bleigedackt           | 08′     |
| 14.                 | Gambe                 | 08′     |
| 15.                 | Italienisch Prinzipal | 04′     |
| 16.                 | Gemshorn              | 04′     |
| 17.                 | Nasat 0               | 02 ⁄3′  |
| 18.                 | Schwiegel             | 02′     |
| 19.                 | Terz                  | 01 3⁄5′ |
| 20.                 | Sifflöte              | 01 ⁄3′  |
| 21.                 | Mixtur V              |         |
| 22.                 | Basson                | 16′     |
| 23.                 | Hautbois              | 08′     |
| 24.                 | Vox humana            | 08′     |
|                     | Tremulant             |         |

| Pedal C–f1 |               |     |
| 25.        | Prinzipalbass | 16′ |
| 26.        | Subbass       | 16′ |
| 27.        | Oktavbass     | 08′ |
| 28.        | Flötbass      | 08′ |
| 29.        | Flachflöte    | 04′ |
| 30.        | Piffaro II 0  | 04′ |
| 31.        | Posaune       | 16′ |

- Koppeln: II/I, I/P, II/P.